# Clichy-sous-Bois
Clichy-sous-Bois – miejscowość i gmina we Francji, w regionie Île-de-France, w departamencie Sekwana-Saint-Denis, pod Paryżem.
Według danych na rok 1990 gminę zamieszkiwało 28 180 osób, a gęstość zaludnienia wynosiła 7134 osób/km² (wśród 1287 gmin regionu Île-de-France Clichy-sous-Bois plasuje się na 86. miejscu pod względem liczby ludności, natomiast pod względem powierzchni na miejscu 754.). Bezrobocie wynosi ok. 22% (ponad dwukrotnie wyższe niż średnia dla Francji).
Mieszkańcy to w większości imigranci z Afryki, mieszkający w blokowiskach z lat 60. i 70. XX w. w gorszym standardzie niż większość mieszkańców Francji.
Incydent z 27 października 2005 roku, związany ze śmiercią dwóch nastolatków ściganych przez policję, imigrantów z Afryki, spowodował ogólnokrajowe zamieszki.

Położenie Clichy-sous-Bois w ramach aglomeracji paryskiej